# میلاد میداوودی
میلاد میداودی (زادهٔ ۳۰ دی ۱۳۶۳ در مسجدسلیمان) بازیکن سابق استقلال تهران و تیم ملی فوتبال، مربی فوتبال اهل ایران است. میداوودی ۳۰ بازی ملی و ۶ گل زده را نیز در کارنامه خود دارد وی با لقب میلاد واویلا دربین هواداران استقلال و ضربات ایستگاهی مرگبارش مشهور بود. گل او به پیکان در جریان جام حذفی۹۱_۱۳۹۰ از زیباترین گل‌های تاریخ جام حذفی ایران است.
مصدومیت او مقابل ملوان بندر انزلی از تلخترین خاطرات هواداران استقلال تهران بشمار می‌رود. از او به عنوان یکی از بزرگ‌ترین استعدادهای سوخته فوتبال ایران یاد می‌شود که پس از مصدومیت تلخ مقابل ملوان در انزلی توسط سعید سالارزاده هرگز بازیکن سابق نشد مدافع ملوانی‌ها با یک تکل کاری کرد که او دیگر آن بازیکن سابق نشود جالب است که داور آن صحنه را خطا تشخیص نداد در حالی که مچ پای میداوودی خرد شده بود و پس از بازگشتش باید با چند پلاتین در مچ پایش به فوتبال ادامه می‌داد.و او کابوس همه ی تیمها بود

## سوابق ملی
میداوودی در تمام رده‌های سنی تیم ملی (نوجوانان، جوانان، امید، تیم ملی ب و تیم ملی بزرگسالان) بازی و گلزنی کرده است. او در سال ۲۰۰۳ در ترکیب تیم ملی جوانان، آقای گل مسابقات جام میلز هندوستان شد. در رده بزرگسالان و تیم ملی، تا پایان سال ۱۳۹۰ در ۳۰ مسابقه مقابل تیم‌های ملی مختلف به میدان رفت.
میداوودی ۲۹ بار برای تیم ملی بازی کرده که ۶ گل و ۶ پاس گل در کارنامه وی وجود دارد. اولین گل ملی میداوودی در خرداد سال ۱۳۸۶ مقابل تیم ملی فوتبال فلسطین در رقابت‌های غرب آسیا در کشور اردن و آخرین گل ملی میلاد در برابر تیم ملی فوتبال اندونزی در رقابت‌های مقدماتی جام جهانی ۲۰۱۴ به ثمر رسید.

## افتخارات

### به عنوان بازیکن

##### تیم ملی
- قهرمان غرب آسیا: ۲۰۰۷
- قهرمان غرب آسیا: ۲۰۰۸

##### الاهلی امارات
- قهرمان جام حذفی امارات: ۲۰۰۸
- قهرمان لیگ برتر امارات: ۲۰۰۹

##### استقلال
- قهرمان جام حذفی ایران: ۱۳۹۰

##### نفت مسجدسلیمان
- قهرمان دسته یک ایران: ۱۳۹۷